# Мангер Владислав Миколайович
Владислав Миколайович Мангер (нар. 27 квітня 1970, Київ) — український політичний діяч, голова Херсонської обласної ради (2016—2020). Кандидат економічних наук (2011). Засуджений до 10 років позбавлення волі за замовлення вбивства Катерини Гандзюк.

## Життєпис
У вересні 1985 — липні 1989 — студент Херсонського морехідного училища імені лейтенанта Шмідта. У листопаді — грудні 1989 — моторист 1-го класу Чорноморського морського пароплавства.
У грудні 1989 — жовтні 1991 — служба в армії СРСР. У листопаді 1991 — серпні 1994 — механік Чорноморського морського пароплавства.
У вересні 1994 — листопаді 1998 р. — комерційний директор ТОВ фірма «Альянс» у місті Херсоні. У грудні 1998 — вересні 1999 р. — директор ПТПП «Віендта» в місті Херсоні. У жовтні 1999 — липні 2001 р. — виконавчий директор ПФ «Матіас». У липні 2001 — листопаді 2003 р. — начальник дільниці № 3 ХФ ВАТ «Херсоннафтопродукт». У грудні 2003 року — заступник директора, а у грудні 2003 — жовтні 2006 р. — директор ТОВ «А. В.».
У 2004 році закінчив заочно Закарпатський державний університет, облік і аудит, спеціаліст з обліку і аудиту.
У листопаді 2006 року — начальник відділу інформатизації процесів оподаткування Державної податкової інспекції у Сімферополі; начальник відділу супроводження інформаційних систем податкового блоку управління інформатизації процесів оподаткування Державної податкової інспекції АР Крим. У листопаді 2006 — травні 2007 р. — 1-й заступник начальника Державної податкової інспекції у Керчі в АР Крим.
У червні 2007 — вересні 2010 р. — начальник Державної податкової інспекції у місті Херсоні. Одночасно, у 2007 — 2012 р. — президент Херсонської обласної організації федерації боксу України. У вересні 2010 — квітні 2011 р. — заступник начальника Державної податкової інспекції у місті Херсоні.
У 2011 році закінчив Таврійський національний університет імені Вернадського, фінанси, магістр з фінансів та, одночасно, закінчив Закарпатський державний університет, магістратура з правознавства, юрист. Захистив кандидатську дисертацію.
З 2012 року — віцепрезидент федерації боксу України.
У квітні — вересні 2012 р. — 1-й заступник начальника Державної інспекції сільського господарства у Херсонській області. У жовтні 2012 — вересні 2013 р. — директор Державного підприємства «Водексплуатація» Державного агентства водних ресурсів України. У листопаді 2013 року — начальник відділу охорони праці та пожежної безпеки управління технічного нагляду, охорони праці та пожежної безпеки Державної інспекції сільського господарства в Херсонській області.
У листопаді 2013 — серпні 2015 р. — начальник Державної інспекції сільського господарства в Одеській області.
У 2014 році балотувався у народні депутати України по округу №182, але за результатами виборів зайняв четверте місце з результатом 9,33%. 
У 2015 році закінчив заочно ДВНЗ «Херсонський аграрний університет», агрономія, вчений агроном.
У вересні 2015 — вересні 2016 року — директор ТОВ «Екозерно».
З 27 вересня 2016 по 4 грудня 2020 року — голова Херсонської обласної ради від ВО «Батьківщина» Юлії Тимошенко.

## Справа Катерини Гандзюк

### 2019
7 лютого 2019 журналісти проєкту «Схеми: корупція в деталях» оприлюднили докази зв'язку Мангера з Левіним, що є головним обвинуваченим у справі про вбивство Катерини Гандзюк. 8 лютого бюро Херсонської облорганізації ВО «Батьківщина» виключило Мангера з партії та рекомендувало йому піти у відставку з посади голови Херсонської обласної ради.
11 лютого 2019 голові Херсонської обл ради Мангеру оголосили підозру в організації убивства активістки Гандзюк. Підозра висунута у вчиненні злочину, передбаченого ч.3 ст.27 (організатор злочину), п.4, п.6, п.11, п.12 ч.2 ст.115 (умисне вбивство) КК України.
4 березня 2019 р. Шевченківський райсуд Києва (суддя М. Головчак) відмовився задовольнити клопотання прокурора В. Каліти й ухвалив відмовити в продовженні строку дії покладених на Владислава Мангера зобов'язань. 16 липня 2019 року слідство було зупинено.

### 2020
12 червня 2020 року Печерський районний суд Києва схвалив примусовий привід Мангера до суду для обрання йому запобіжного заходу. Його планували взяти під варту за тиск на свідків. 16 червня Мангера забрали з лікарні у Херсоні, щоб він узяв участь на суді в Києві.
В районі 7 ранку 16 червня на виконання суду співробітники СБУ затримали Мангера. 19 червня суд заарештував його до 28 липня без права на внесення застави. Це рішення винесла Суддя Печерського Києва Тетяна Ільєва.
14 липня суд продовжив тримання Мангера під вартою до 11 вересня. 28 липня до суду було направлено обвинувачувальний акт щодо Мангера і Олексія Левіна.

### 2021
5 липня 2021 року адвокат Мангера заявив, що Верховний суд постановив визнати його справу «політичною», розглянувши позов адвокатів. Але після дослідження цих даних ініціативою «Хто замовив Катю Гандзюк?», виявилося, що інформація була недійсною, адже у постанові Верховного суду від 2 липня не згадувалося про «політичну справу».

### 2022
21 жовтня 2022 року дніпровський районний суд Києва ще на два місяці залишив під вартою Владислава Мангера та Олексія Левіна, обвинувачуваних у справі про вбивство херсонської активістки Катерини Гандзюк. Про це повідомив кореспондент Суспільного.

### 2023
Суд першої інстанції засудив замовника вбивства Катерини Гандзюк Владислава Мангера до 10 років позбавлення волі.
Його спільник Левін отримав теж 10 років.

## Родина
Дружина — Мангер Ірина. Син — Мангер Іван та донька — Мангер Анастасія.